# Longchenpa
Longchen Rabjampa, (tibétain : ཀློང་ཆེན་རབ་འབྱམས་པ་་དྲི་མེད་འོད་ཟེར།, Wylie : Klong chen rab'byams pa, Dri med 'od zer), surnommé Longchenpa, né en 1308 et décédé en 1364) est un grand maître bouddhiste tibétain de l'école nyingmapa. Il est souvent appelé simplement « le grand omniscient » (kun mkhyen chen po) dans les textes nyingmapa.
Il est souvent représenté en méditation les mains posées délicatement sur les genoux et pas en Mudrā de la méditation: il s'agit de la posture dite de « Longchenpa » ou posture « du repos [dans] l'essence de l'esprit » (tibétain : སེམས་ཉིད་ངལ་གསོ་, Wylie : sems nyid ngal gso). Cette posture de méditation est commune dans l'école nyingmapa et notamment dans le Dzogchen. Dans les représentations actuellement les plus courantes, des tiges partant de chacune de ses mains aboutissent à des lotus s'épanouissant à la hauteur de ses épaules, sur lesquels reposent les attributs de Mañjuśrī — l'épée du discernement (à droite) et le livre (à gauche). Sous cette forme, il porte le chapeau de savant (paṇḍita) rouge. Il fait l'objet d'un culte personnel (guru yoga), notamment au moyen d'un court rituel «révélé» par Jigmé Lingpa (’Jigs med gling pa, 1730-1785), dit Scellé par un biṇḍu (Thig le rgya can).

## Biographie
Il était considéré au Tibet comme une émanation de Mañjuśrī le bodhisattva de la sagesse et de Vimalamitra. Né à Törong, au sud-est du Tibet central, il devint religieux à douze ou treize ans au monastère de Samyé et étudia au monastère de Sangpu jusqu'en 1332, notamment les grands textes de la philosophie bouddhique. Il étudia par ailleurs le Guhyagarbha tantra, le Tantra du Roi Créateur de toutes choses (Kun byed rgyal po) et le Tantra de Kalachakra et bien d'autres choses auprès de ses nombreux maîtres issus de traditions très diverses. 
Il fut ainsi le disciple de Rangjung Dorje (1284-1339), 3e Karmapa, vers 1326-1327. 
Pendant l'hiver 1332-1333, il accomplit une retraite de huit mois dans l'obscurité complète, après laquelle il rencontra, en 1334, celui qui allait devenir son maître principal, Kumaradza (1266-1343). Il resta avec celui-ci pendant les années 1334-1335, vivant comme un yogi errant, habitant dans des endroits déserts et ne mangeant quasiment rien. Kumaraza lui transmit tous les enseignements du Vima Nyingthik (Bi ma snying thing, « Quintessence de Vimalamitra »). Ce vaste ensemble de textes est considéré par les Nyingmapas comme l'enseignement le plus élevé de la « transmission orale » (bka’ ma) du Dzogchen, censé avoir été transmis au Tibet par Vimalamitra. (Le Vima Nyingthik est fondé essentiellement sur les dix-sept tantras fondamentaux du Dzogchen Menngagde (en) qui ont été transmis au Tibet par Vimalamitra). 
Il fit ensuite une retraite solitaire de trois ans (1336-1338), puis s'installa vers 1338 à l'ermitage Orgyen Dzong au col de Gangri Thökar au sud de Lhassa où il composa l'essentiel de son œuvre. Il reçut la transmission du Khandro Nyingthik (« Quintessence de la Ḍākiṇī », à savoir Yeshe Tsogyal, l'une des épouses de Padmasambhava) de Gyalsé Lekden (1290-1366). Gyalsé Lekden, que Lonchenpa rencontra vers 1343, était le disciple du « Découvreur de Trésors » Pema Ledrel Tsal, que la tradition regarde comme ayant révélé ce cycle de Dzogchen parent du Bima Nyingthik et d'une égale profondeur, mais censé avoir été transmis au Tibet par Padmasambhava, via l'une des filles du roi Trisong Detsen — après quoi il aurait été caché, puis redécouvert sous forme de Terma, principalement par Pema Ledrel Tsal au XIIIe siècle. Les biographies tibétaines de Longchenpa disent qu'il était lui-même la réincarnation de Pema Ledrel Tsal et que les enseignements du Khandro Nyingthik lui avaient été transmis antérieurement de manière mystique, mais qu'il tint à les recevoir d'une manière plus formelle de ce maître humain. 
Il entreprit également la restauration du Zhê Lhakhang (Zhwa'i lha khang), un temple que la tradition considérait comme fondé par l'un des disciples de Vimalamitra et où auraient été cachés de nombreux textes du Nyingthik. Pour des raisons politiques — liées à son opposition à Tai Situ Jangchub Gyaltsen (1302-1364), devenu la maître du Tibet Central — Longchenpa s'exila vers 1359 au Bhoutan (où il eut un fils et une fille), à la suite de changements politiques dans le centre du Tibet. Il revint ensuite au Tibet, où il mourut en 1363.
Quoi qu'il faille penser des éloges parfois très conventionnels appliqués aux maîtres du bouddhisme dans leurs hagiographies tibétaines, Longchenpa y est représenté comme ayant toujours mené une vie extrêmement humble, consacrée à l'étude, ainsi qu'à la pratique du Dharma. Il était réputé pour ne faire aucune distinction de traitement entre les puissants et les faibles.

## Œuvre
Longchenpa écrivit un très grand nombre d'ouvrages (plus ou moins vingt-quatre forts volumes tibétains, selon les éditions). Les plus importants, selon la tradition postérieure, sont le Khandro Yangtik (mKha’ ’gro yang tig), « l'Essence la plus secrète de la Ḍākiṇī», qui commente et approfondit le Khandro Nyingthik (écrit vers 1339-1351), le Lama Yangtik yizhin norbu (Bla ma yang tig yid bzhin nor bu, vers 1341-1342), « l'Essence la plus secrète du Maître » — commentaire du Bima Nyingthik — ainsi que le Zabmo Yangtik (Zab mo yang tig, vers 1347-1351), « l'Essence la plus secrète et la plus profonde » dont les maîtres nyingmapas actuels disent qu'il synthétise l'ensemble (mais cette collection mériterait un examen plus rapproché pour vérifier ce que vaut cette idée reçue). L'ensemble de ces cinq textes est appelé le Nyingthik Yashi (sNying thig ya bzhi, « Quintessence quadripartite »). Ces trois groupes de traités sont appelés aujourd'hui, dans l'école Nyingma, les Trois quintessences (Yang tig gsum).
Ce jugement de valeur sur l'«importance» des textes relatifs au Nyingthik tient surtout au fait que les traditions qu'ils compilent, expliquent et développent sont regardées par les Nyingmapas (et les Bönpos) comme le nec plus ultra de la profondeur méditative. Quant à savoir si cela les rend plus centraux que le reste, si c'est là que s'exprime par excellence l'originalité de la pensée de Longchenpa, si c'est là qu'il a concentré ses efforts, c'est une question qu'il ne faudrait pas trancher à la légère. L'œuvre, en effet, est très vaste, très diverse et, pour une bonne part, peu lue de nos jours, y compris chez les Nyingmapas qui revendiquent le plus fortement son héritage.
Il écrivit aussi les « Sept trésors », les Dzödün (pendant la période 1343-1364). La plupart de ces ouvrages ont été traduits en anglais et certains en français par Philippe Cornu et Stéphane Arguillère. Il écrivit aussi la Trilogie de la quiétude (Ngal gso skor gsum, vers 1344-1345.), la Trilogie qui dissipe les ténèbres (Mun sel skor gsum, un commentaire majeur, en trois traités, sur le Guhyagarbha tantra écrit vers 1352), et la petite Trilogie de l'auto-libération (Rang grol skor sum, vers 1356-1364).
Non seulement Longchenpa clarifia de nombreux points obscurs de la tradition nyingmapa, tant du côté de la doctrine que de la pratique, et édita de nombreux textes centraux du Dzogchen, mais encore, selon la tradition, c'est lui qui transmit un ensemble de révélations (le  Longchen Nyingthik) à Jigme Lingpa en 1757 sous forme d'un terma de l'esprit, précisément lors de trois visions de Jigme Lingpa. Longchenpa se trouve ainsi placé, au moins symboliquement, à l'origine d'une branche nouvelle de l'école Nyingma, branche devenue depuis très dominante, notamment dans l'Est du Tibet (Khams). Il est d'ailleurs censé être apparu dans de nombreuses visions à plusieurs autres maîtres de la tradition Nyingma. Tout cela explique le caractère absolument central de Longchenpa chez les Nyingmapa et pour le Dzogchen qui est, aux yeux des Nyingmapas et les Bönpos, le sommet de la tradition spirituelle tibétaine.
Ses œuvres, même quand elles ne sont pas expressément citées, sont presque toujours au moins le canevas sur lequel il est visible que brodent (quand ils ne les recopient pas franchement) presque tous les maîtres Nyingmapas ultérieurs, quand ils écrivent sur des questions qu'il a traitées, et notamment sur le Dzogchen.

### LesDzödün
Les Dzödün (mDzod bdun) ou Les Sept Grands Trésors qui condensent l'essence du trésor oral du suprême véhicule de la grande perfection est un ensemble de traités qui clarifient un grand nombre de points du bouddhisme selon la tradition générale des Nyingmapas et plus particulièrement du Dzogchen. Les sept traités n'ont probablement pas été composés avec une vue d'ensemble et il ne faut pas y voir l'expression d'un projet systématique. Cependant, l'objectif central de Longchenpa paraît avoir été de récapituler le tout du bouddhisme sous le couvert du Dzogchen, en montrant en quelque sorte que tout convergeait vers ce sommet qui, comme une clef de voûte portant une croisée d'ogive, en était à la fois le couronnement et la fondation. Comme le dit en substance un passage de l'auto-commentaire du Précieux trésor de l'espace absolu (ou Trésor de l'Élément réel, selon les traductions) : de même que le sommet d'une montagne n'est pas visible depuis les contrées situées en contrebas, tandis que depuis ce sommet on les voit toutes clairement, de même aussi le Dzogchen est incompréhensible à partir des enseignements moins relevés, mais, si on se place à son point de vue, leur sens, leur portée et leur économie à tous devient claire.
Ils sont constitués de sept textes fondamentaux (l'ordre de la liste ci-dessous est tout à fait arbitraire et ne correspond pas à l'ordre vraisemblable de la composition) :
I. Le précieux trésor qui exauce les souhaits qui expose le Mahāyāna et ses liens avec le Vajrayāna et le Dzogchen, avec son auto-commentaire ;
II. Le précieux trésor de l'espace absolu consacré à la Vue la plus élevée du Dzogchen, avec son auto-commentaire ;
III. Le trésor du véhicule suprême qui est un très long commentaire du  Menngagde (en) (man ngag sde), la troisième des trois «séries» (ou sections) du Dzogchen. En particulier, Longchenpa explique très longuement la pratique de thögal, le franchissement du pic qui est la pratique spécifique de cette section du Dzogchen et, selon ses adeptes, la pratique la plus élevée de la tradition tibétaine.
IV. Le trésor du mode d'être naturel, qui est censé être un commentaire des "engagements sacramentels" (dam tshig) du Dzogchen, est en fait une sorte de poème philosophique et spirituel très comparable au n° II ci-dessus, tant par le fond que par la forme (ces deux écrits, ainsi que la Trilogie de l'auto-libération qui leur ressemble tant pour la pensée que pour le style, pourraient être des œuvres de la toute fin de la vie de l'auteur). Ce traité comporte lui aussi un auto-commentaire.
V. Le trésor du sens des mots, qui, à première vue, apparaît comme un abrégé du n° III ci-dessus, est en fait un traité plus tardif et plus personnel de l'auteur, qui y introduit quelques corrections et clarifications, à telle enseigne que l'« abrégé » est parfois plus complet, et très souvent plus clair, que ce dont on aurait pu croire qu'il n'était que la version réduite ;
VI. Le précieux trésor des préceptes est un recueil de maximes morales et spirituelles en vers.
VII. Le trésor des systèmes philosophiques qui expose tous les systèmes philosophiques bouddhiques et brahmaniques.

### Nyingthik Yashi
Dans le Nyingthik Yabshyi, Longchenpa a rassemblé et commenté deux séries de Nyingthik censés remonter à l'époque impériale, c'est-à-dire, les textes de pratique parmi les plus élevés du Dzogchen Menngagde (en). Le mot Nyingthik désigne probablement l'Essence du cœur ou Sphère du cœur. Cela fait référence à des gouttes essentielles qui sont le support de l'énergie subtile. Les  Nyingthik décrivent en détail les pratiques du Dzogchen: trekchö « couper-à-travers » et thögal, « le franchissement du pic ».
Le Nyingthik Yashi contient précisément deux collections de Nyingthik hérités par Longchenpa de ses prédécesseurs : le Vima Nyingthik qui vient de la tradition orale dite de Vimalamitra et le Khandro Nyingthik qui vient de la tradition terma attribuée à Padmasambhava. Il contient en plus trois commentaires de Longchenpa :
1. L'essence la plus secrète du maître (Lama Yangthik Yizhin Norbu) qui utilise les préceptes Dzogchen enseignés par  Vimalamitra (Bima Nyingthik).
2. L'essence la plus secrète des  dakini (Khandro Yangthik) qui utilise les préceptes Dzogchen enseignés par  Padmasambhava (Khandro Nyingthik).
3. L'essence la plus secrète et la plus profonde (Zabmo Yangthik) qui est dit approfondir les deux premiers commentaires en intégrant des matériaux que Longchenpa a pu recevoir plus tardivement d'autres lignées. Le rapport de ce corpus avec les deux autres traditions demanderait à être clarifié : en effet, en plus des dix-sept tantras qui forment la base du Bi ma snying thig, auquel s'ajoute dans le mKha’ ’gro snying thig le tantra de la Sphère de clarté (Klong gsal), l'auteur y cite un certain nombre d'autres tantras moins connus. L'idée reçue selon laquelle il s'agirait d'un « approfondissement » des deux autres collections est éminemment discutable ; il pourrait s'agir de la présentation systématique d'une troisième tradition, légèrement différente.

Les pratiques correspondantes constituent, au point de vue des Nyingmapas, le sommet de la tradition bouddhiste tibétaine.

### LaTrilogie sur la quiétude(Ngal gso skor gsum)
Moins prisée de nos jours, mais en soi très remarquable est la Trilogie sur la quiétude, formée d'un ensemble de traités organisés autour de trois principaux:
- La Quiétude dans l'essence de l'esprit, la Grande Complétude (rDzogs pa chen po sems nyid rang grol), qui est une «voie graduée» présentant toutes les étapes du développement spirituel, du développement du renoncement et de l'esprot d'Éveil jusqu'à la contemplation la plus profonde ;
- La Quiétude dans la contemplation de la Grande Complétude (rDzogs pa chen po bsam gtan ngal gso), curieux traité d'instructions pratiques, parfois très terre-à-terre (choix de l'ermitage, etc.), sur la méditation ;
- La Quiétude fantasmagorique de la Grande Complétude (rDzogs pa chen po sgyu ma ngal gso), qui présente la véritable nature des phénomènes au travers des huit exemples classiques d'apparences fantasmagoriques (le rêve, l'illusion magique, le reflet de la lune dans l'eau, etc.).

Ces trois traités, avec les commentaires, abrégés et manuels qui les accompagnent sont assez difficiles à rattacher à une tradition précise (même si Matthew Kapstein a pu noter la parenté formelle du troisième avec un écrit attribué à Niguma dans la tradition Shangpa). Leur vaste étendue (près de 2000 pages au total, dans une édition xylographique en 3 volumes) ainsi que la cohérence du projet (indiscutable, à la différence des Sept trésors qui ne forment pas un véritable ensemble cohérent) empêche absolument d'y voir une œuvre mineure, au moins dans l'esprit de l'auteur. La pensée qui en ressort partout et qui seule rattache au Dzogchen ces vastes développements dont la plus grande part relève plutôt de l'enseignement «exotérique», non-tantrique, c'est que l'Éveil, loin d'être le fruit d'un activisme industrieux, relève d'un retour à la condition naturelle (sems nyid, «essence de l'esprit»), retour qui d'ailleurs se fait lui-même naturellement, sans peine — comme si, paradoxalement, l'illusion requérait plus d'efforts que la libération, que l'on trouverait en soi-même si l'on cessait de se livrer à une agitation vaine, à une inquiétude sans objet.

### Poésie
Longchenpa ne fut pas seulement l'un des plus grands penseurs et maîtres spirituels du Tibet, il fut aussi un très grand poète. Il écrivit comme testament ultime, juste avant de mourir:
« 
Dans le ciel nocturne et sans nuage, la pleine lune,

« Reine des Étoiles », va se lever...

Le visage de mon seigneur compatissant, Padmasambhava,

M'attire vers lui, rayonnant d'une tendre bienvenue.

Je me réjouis de la mort bien davantage encore

Que ne se réjouissent les navigateurs à amasser d'immenses fortunes sur les mers,

Ou que les seigneurs des dieux qui se vantent de leurs victoires aux combats ;

Ou encore que ces sages qui sont entrés dans le ravissement de l'absorption parfaite.

C'est pourquoi, tel un voyageur qui se met en route quand le temps est venu de partir,

Je ne m'attarderai pas plus longtemps en ce monde ;

Mais irai demeurer dans la citadelle de la grande béatitude de l'immortalité.

Finie est cette vie qui fut la mienne, épuisé est mon karma et taris sont les bienfaits qu'apportaient les prières,

J'en ai fini de toutes les choses du monde, le spectacle de cette vie est terminé.

Dans un instant, je reconnaîtrai l'essence même de la manifestation de mon être

Dans les mondes purs et vastes des états du bardo ;

Je suis, maintenant, sur le point de prendre ma place dans le champ de la perfection primordiale.

Les richesses que j'ai trouvées en moi ont procuré le bonheur à l'esprit d'autrui,

J'ai utilisé la grâce de cette vie pour réaliser tous les bienfaits de l'île de la libération ;

Ayant été tout ce temps avec vous, mes nobles disciples,

La joie de partager la vérité m'a empli et m'a nourri.

À présent prend fin tout ce qui nous liait en cette vie,

Je suis un mendiant sans but qui va mourir comme bon lui semble,

Ne vous attristez point à mon sujet, mais ne cessez jamais de prier.

C'est mon cœur qui, par ces mots, parle afin de vous venir en aide ;

Voyez-les comme un nuage de fleurs de lotus,

Et vous, mes nobles disciples emplis de dévotion,

Comme des abeilles y butinant le nectar de la joie transcendante.

Par l'immense bienfait de ces paroles,

Puissent les êtres de tous les mondes du samsara,

Dans le champ de la perfection primordiale, atteindre le Nirvāna »
Le Livre tibétain de la vie et de la mort.

## Impact
Son œuvre est profondément vénérée chez les Nyingmapas de nos jours ; on peut se demander cependant si elle a vraiment été lue tout au long de l'histoire de cette école passablement anarchique. Il est regardé par beaucoup comme l'auteur le plus important de l'école Nyingma, même si, par exemple en philosophie scolastique, son autorité n'est pas toujours suivie (voire : sa pensée n'est souvent guère connue, ou pas comprise, à tel point que l'on peut se demander si ses œuvres sont vraiment lues, ou seulement admirées de loin). Anne-Marie Blondeau écrit :

« Au XIVe siècle, le système philosophique des  Nyingmapa fut organisé en un ensemble cohérent grâce au grand penseur Longchenpa. Il établit les bases dogmatiques du Dzogchen, la doctrine la plus ésotérique des  Nyingmapa qui rattachent cet enseignement à Vairocana, un disciple de Padmasambhava que le roi Trisong Detsen avait exilé dans le Kham. Les siècles suivants voient les grands maîtres Nyingmapa surtout occupés à défendre leur école contre les attaques extérieures. »

Philippe Cornu écrit :

« plus que tout autre, Longchenpa fut celui qui rassembla, agença et codifia l'ensemble des doctrines et pratiques de l'école nyingmapa. Il prit la défense du Dzogchen et des tantras anciens, et montra leur cohérence et leur justesse au sein des enseignements bouddhistes classiques. »

Stéphane Arguillère ajoute :

« [Longchenpa] est indéniablement l'auteur dont l'œuvre jouit de la plus grande considération dans la tradition ancienne (Nyingmapa) du bouddhisme tibétain et il fait même l'objet d'un culte personnel... »

## Doctrine
Il est difficile de réduire une œuvre aussi étendue, reposant sur d'aussi vastes lectures (Lonchenpa cite à peu près 1400 textes différents, certains plusieurs centaines de fois, dans l'ensemble de son œuvre), à quelques thèmes supposés centraux. Les préoccupations intellectuelles et spirituelles de Lonchenpa ont dû être aussi multiples que ses études ont été variées et ses maîtres nombreux. On pourrait cependant dégager deux axes principaux : l'établissement précis et détaillé de la «Vue» du Dzogchen et la présentation correcte de ses pratiques, d'une part ; et la synthèse globale de tout le bouddhisme tel qu'il était connu au Tibet en une construction unifiée dont le Dzogchen serait le sommet et en même temps le fondement.
Pour ne toucher qu'un aspect du premier point, dans ses  Dzödün, Lonchenpa donne une description très détaillée de la « Base primordiale » la réalité ultime selon le Dzogchen. Longchenpa l'a décrit du point de vue de ce qui est appelé dans le Bouddhisme le fruit c'est-à-dire du point de vue de la réalisation de cette base par le pratiquant. Longchenpa décrit cette Base primordiale comme une sagesse incréée, infinie, contenant en elle-même toutes les possibilités de manifestation et dont tous les phénomènes du saṃsāra et du nirvāna sont le déploiement. Philippe Cornu donne la définition suivante de la « Base primordiale » se basant sur les écrits de Longchenpa :

« la base primordiale est le fondement originel de l'esprit d'où jaillissent toutes choses manifestées [...] On décrit la base primordiale par les trois Sagesses : son essence [...] est vacuité, c'est-à-dire dépourvue d'être-en-soi, informulable, au-delà de tout concept et primordialement pure. Sa nature [...] est luminosité, c'est-à-dire que la base n'est pas un néant mais recèle une infinité de qualités lumineuses spontanément présentes quoique non encore manifestées. [...] Son troisième aspect est sa compassion ou énergie [...], que l'on peut définir comme une ouverture incessante, une aptitude à se manifester qui lui permettra de devenir la base d'émergence de toutes choses. »

Stéphane Arguillère explique plus en détail ce que veut dire Longchenpa :

« Mais si l'Intelligence [L'Intelligence primordiale Rigpa qui est aussi la Base] est d'abord entrevue comme la claire lumière dont le vide est infus, comme un miroir limpide, ouvert, indéterminé (pureté primordiale: ka-dag en tibétain), il reste encore un pas à franchir en la comprenant comme incluant tous les phénomènes des trois temps récapitulés dans sa nature merveilleusement simple (caractère spontanément établi: lhun-grub en tibétain).[...] Les trois pôles - le divers phénoménal, la vacuité, et la connaissance ultime - sont en somme de même essence, celle de l'Intelligence, dont l'auto-déploiement est le Dharmadhātu ou Élément réel. [...] L'Intelligence qui sait englober à chaque expérience toute expérience nouvelle, est en soi contemplation parfaite. Et précisément, c'est en raison de sa capacité à tout intégrer, à reconnaître en toute chose son propre divertissement [ou déploiement] que l'on fait de l'Intelligence une « grande sphère ». [...] Il faut comprendre cette Intelligence dans sa transparence parfaite sous ses deux aspects de simplicité absolue (« primordialement pure ») et de richesse infinie (« spontanément établie »). L'aspect de simplicité absolue est souligné par le terme poétique de « goutte unique » ; d'un autre côté, en faire une « vaste sphère », c'est souligner que dans son unité indivise la totalité du multiple est embrassée. »

### Œuvres: traductions
En français
- La liberté naturelle de l'esprit (rDzogs pa chen po rang grol skor gsum), trad. Philippe Cornu, Seuil, « Points Sagesses », 1994
- Plusieurs chapitres du Chos dbyings mdzod et de son auto-commentaire, le Lung gi gter mdzod, dans Stéphane Arguillère, Profusion de la vaste sphère, Peeters, 2007.
- Le précieux trésor de l'espace de base des phénomènes (Chos dbyings rin po che'i mdzod ces bya ba'igrel pa), trad. Sönam Gyaltsen, SanghaForum (lire en ligne)
- Le trésor de la perfection naturelle (Gnas lugs mdzod), trad. Sönam Gyaltsen, SanghaForum (lire en ligne)
- La précieuse guirlande en quatre thèmes : Une introduction au Dzogchen, Accarias, 2011, 128 p.
- La guirlande précieuse des quatre thèmes (Klong-chen Rab-'byams-pa Dri-med 'od-zer), trad. Sönam Gyaltsen, SanghaForum (lire en ligne)
- Un guide des lieux pour cultiver le samadhi, trad. Adam (lire en ligne)
- Tulku Thondup Rinpoche, Longchenpa, anthologie du Dzogchen. Écrits sur la grande perfection, Almora, trad. Serge Zaludkowski, 2015, 555 p. "Le dzogchen à travers les textes d'un des plus grands maîtres tibétains Longchenpa (Longchen Rabjam) (1308-1364)."

En anglais
- Guenther, H.V., Kindly Bent to Ease Us, vols. 1-3, Dharma Publishing, 1975-6 [traduction commentée des textes de base versifiés de la Trilogie sur la quiétude, sans les commentaires de Lonchenpa]
- Longchen Rabjam, 'The Four-Themed Precious Garland: An Introduction to Dzogchen, LTWA, 1978
- Longchen Rabjam, Looking Deeper: A Swan's Questions and Answers, Timeless Books, 1983
- Tülku Thondup R. : Buddha Mind — An Anthology of Longchen Rabjam's Writings on Dzogpa Chenpo, Snow Lion, Ithaca, New York, 1989
- Longchen Rabjam, Precious Treasury of the Way of Abiding. Padma Publishing (1998)  (ISBN 1-881847-09-8)
- Longchen Rabjam, You Are the Eyes of the World.Snow Lion Publications; Revised Edition, 2000.  (ISBN 1-55939-140-5);  (ISBN 978-1-55939-140-5)
- Longchen Rabjam,  A Treasure Trove of Scriptural Transmission: A Commentary on the Precious Treasury of the Basic Space of Phenomena. Padma Publishing (2001)  (ISBN 1-881847-30-6)
- Longchen Rabjam, The Practice of Dzogchen, Snow Lion, 2002: réédition de Tülku Thöndup (1989).
- Dowman, Keith, Old Man Basking In the Sun: Longchenpa's Treasury of Natural Perfection, Vajra Publications, 2006
- Guenther, H.V. and the Yeshe De Translation Group, Now That I Come to Die, Dharma Publishing, 2007
- Longchen Rabjam, The Precious Treasury of Pith Instructions (Man-ngak Dzöd): Padma Publishing (2007).  (ISBN 1-881847-42-X)
- Longchen Rabjam, The Precious Treasury of Philosophical Systems (Drupta Dzöd): Padma Publishing (2008)  (ISBN 1-881847-44-6)
- Longchen Rabjam, The Precious Treasury of the Basic Space of Phenomena (Chöying Dzöd). Padma Publishing

### Études sur Longchenpa
En français
- Philippe Cornu, Longchenpa, la liberté naturelle de l'esprit (préface de Sogyal Rinpoché). Éditions du Seuil, coll. « Points. Sagesses » no 66, Paris, 1994.
- Philippe Cornu, Dictionnaire encyclopédique du bouddhisme. Nouvelle édition augmentée, Éditions du Seuil, Paris, 2006. 952 p.  (ISBN 2-02-082273-3).
- Philippe Cornu, Padmasambhava : la magie de l'éveil (avec la collaboration de Virginie Rouanet ; préface de Sogyal Rinpoché). Éditions du Seuil, coll. « Points. Sagesses » no 116, Paris, 1997. 275 p.  (ISBN 2-02-023671-0).
- Stéphane Arguillère, Profusion de la vaste sphère, Longchenpa, sa vie, son œuvre, sa doctrine. Peeters Publishers, Louvain, 2007  (ISBN 978-90-429-1927-3). Ce livre contient une traduction partielle du précieux trésor de l'espace absolu.

En anglais